# Wild Horses (film, 2015)
Pour les articles homonymes, voir Wild Horse.
Pour plus de détails, voir Fiche technique et Distribution.
Wild Horses ou Indomptables (au Québec) est un film américain, co-écrit et réalisé par Robert Duvall, sorti en 2015.

## Synopsis
Les répercussions sur une famille, propriétaire d'un ranch au Texas, de la réouverture d'une enquête sur une personne disparue. 

## Fiche technique
- Titre original et français : Wild Horses
- Titre québécois : Indomptables
- Réalisation : Robert Duvall[2]
- Scénario : Robert Duvall et Michael Shell
- Direction artistique : Scott Hinckley
- Décors : Adam Henderson
- Costumes : Camile Morris
- Photographie : Barry Markowitz
- Montage : Cary Gries
- Musique : Tim Williams
- Casting : Ed Johnston
- Production : Rob Carliner et Michael Mendelsohn ; Dama Claire et Michael Shell (coproduction) ; Natalie Perrotta (associée) ; Mark G. Mathis et Arnold Rifkin (production exécutive)
- Sociétés de production : Patriot Pictures
- Sociétés de distribution : Entertainment One Films (en)[3], Universal Pictures (France)
- Pays d'origine :  États-Unis
- Langue originale : anglais
- Format : couleur - 35 mm - 2,35:1 - son Dolby Digital
- Genre : drame policier
- Durée : 102 minutes[1]
- Dates de sortie : 
  - États-Unis : 17 mars 2015[4] (Festival du film de South by Southwest) ; 5 juin 2015[4] (sortie limitée et vidéo à la demande[3])
  - Royaume-Uni : 12 octobre 2015[4] (directement en DVD)
  - France : 2 août 2016 (directement en DVD)

## Distribution
- Robert Duvall (VF : Richard Leblond) : Scott Briggs
- James Franco (VF : Anatole de Bodinat) : Ben Briggs
- Josh Hartnett (VF : Damien Boisseau) : KC Briggs
- Luciana Pedraza (en) (VF : Ivana Coppola) : Samantha Payne
- Angie Cepeda (VF : Emmanuelle Rivière) : Maria Gonzales
- Jim Parrack (VF : Francis Benoît) : adjoint Rogers
- Miller McConaughey (VF : Kaycie Chase) : Buster Briggs
- Darien Willardson : Jimmy Davis
- Joaquin Jackson (en) : le ranger Jackson
- Devon Abner  : Johnny Briggs
- Adriana Barraza : Mme Davis
- Michael Flynn  : Bob

 Source et légende : version française (VF) sur RS Doublage

## Production
Le tournage du film a débuté dès le 3 août 2014 à Magna, Salt Lake City et Bluffdale dans l'Utah aux États-Unis.
En mars 2015, lors d'une interview de Robert Duvall, ce dernier évoque le tournage avec James Franco et Josh Hartnett,.